# Danseband
Danseband, svensk: dansband, er et band eller orkester som spiller dansemusik (ikke elektronisk dansemusik).

## Fremtrædende band

### Danmark
- Kandis
- Five Tonny's
- Tony's

### Finland
- Tommys

### Norge
- Amunds
- Ole Ivars
- Scandinavia

### Sverige
- Arvingarna
- Flamingokvintetten
- Lasse Stefanz
- Lotta Engbergs
- Lotta & Anders Engbergs orkester
- Schytts
- Sten & Stanley
- Sven-Ingvars
- Thorleifs
- Vikingarna
- Wizex